# إيمي ساندرز
إيمي ساندرز (بالإنجليزية: Amy Sanders)‏ مواليد 5 يونيو 1983 في هونتينغتون بيتش، هي لاعبة كرة سلة أمريكية. وتحمل الرقم 13. لعبت مع ديترويت شوك في الاتحاد الوطني لكرة السلة النسائية. يبلغ طولها 5 قدم 11 بوصة (1.8 م).

## روابط خارجية
- إيمي ساندرز على موقع الاتحاد الوطني لكرة السلة النسائية (الإنجليزية)
- إيمي ساندرز على موقع كلية كرة السلة في سبورتس رفرنس.كوم (الإنجليزية)
- إيمي ساندرز على موقع بروبوليرز (الإنجليزية)
- إيمي ساندرز على موقع سبورتس رفرنس (الإنجليزية)